# پارک ملی بزرگ هیمالیا
پارک ملی بزرگ هیمالیا (GHNP)، یکی از پارک‌های ملی هند است که در منطقه کالو در ایالت هیماچال پرادش واقع شده‌است. این پارک در سال ۱۹۸۴ تأسیس شد و مساحتی برابر با ۱۷۱۷ کیلومترمربع دارد. این پارک در ارتفاع بین ۱۵۰۰ تا ۶۰۰۰ متری از سطح دریا واقع است. پارک ملی بزرگ هیمالیا زیستگاه بسیاری از گیاهان و بیش از ۳۷۵ گونه جانوری است که از این تعداد تقریباً ۳۱ پستاندار، ۱۸۱ پرنده، ۳ خزنده، ۹ دوزیست، ۱۱ آنلید، ۱۷ حلزون و ۱۲۷ حشره است. آنها تحت رهنمودهای دقیق قانون حمایت از حیات وحش سال ۱۹۷۲ محافظت می‌شوند. از این رو هر نوع شکار مجاز نیست.
در ژوئن سال ۲۰۱۴، پارک ملی بزرگ هیمالیا به فهرست میراث جهانی یونسکو اضافه شد. کمیته میراث جهانی یونسکو با معیارهای «اهمیت فوق العاده برای حفظ تنوع زیستی» این عنوان را به این پارک اعطا کرد.